# Fritz Heinemann (konstnär)

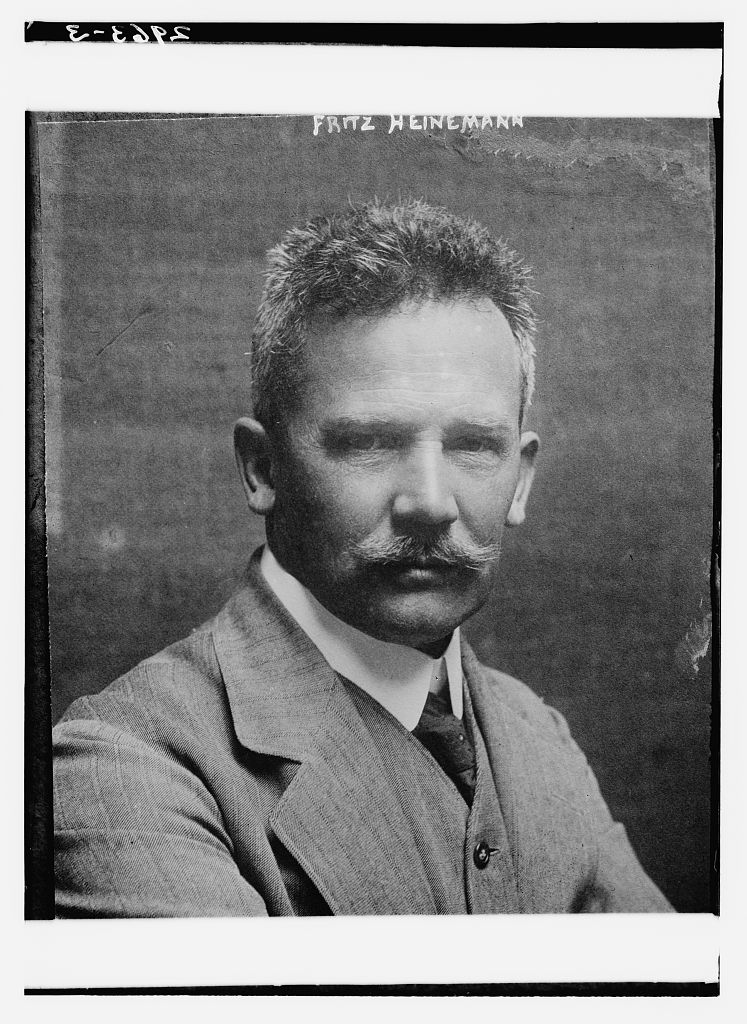
Fritz Heinemann.

Fritz Heinemann, född den 1 januari 1864 i Altena, död den 1 december 1932 i Berlin, var en tysk bildhuggare.
Heinemann studerade från 1883 till 1886 vid konstskolan i Nürnberg, fortsatte därefter till 1889 vid Berlins konstakademi, där Albert Wolff, Fritz Schaper och Gerhard Janensch hörde till hans lärare. År 1888 ställde han första gången ut på den stora Berlinska konstutställningen. Från 1889 till 1905 var Heinemann verksam som lärare vid Kunstgewerbemuseums undervisningsanstalt i Berlin. Studieresor förde honom till Paris (1891) och Rom (1892).
Heinemann hörde till de konstnärer, som inte anslöt sig till den vid 1800-talets slut förhärskande nybarocken hos Reinhold Begas och dennes elever utan använde ett tektoniskt formspråk i Adolf von Hildebrands anda. Några figurer står nära Auguste Rodins arbeten. Hans verk omfattar näranog hela det spektrum som finns inom bildhuggeriet: minnesmärken, gravvårdar, genrefigurer, byster och små bronsarbeten.